# Anáhuac (Pueblo Viejo)
Anáhuac es una localidad del estado mexicano de Veracruz. Es parte del municipio de Pueblo Viejo.

## Demografía
| Gráfica de evolución demográfica |
|                                  |

| Censo | Población |
| ----- | --------- |
| 1921  | 182       |
| 1930  | 719       |
| 1940  | 998       |
| 1950  | 645       |
| 1960  | 2 107     |
| 1970  | 6 207     |
| 1980  | 5 852     |
| 1990  | 12 204    |
| 1995  | 12 109    |
| 2000  | 12 796    |
| 2005  | 13 657    |
| 2010  | 14 116    |
| 2020  | 14 391    |